# Parmigianino
Parmigianino (właśc. Girolamo Francesco Maria Mazzola) (ur. 11 stycznia 1503, zm. 24 sierpnia 1540) – włoski malarz, rytownik manierystyczny. Jego przydomek artystyczny pochodzi od miejsca urodzenia (Parma). Charakterystyczne dla jego malarstwa wydłużenie postaci, wyszukany wdzięk i odrzucenie postulatów realizmu stały się cechami typowymi dla wielu malarzy doby manieryzmu.

## Młodość
Parmigianino przyszedł na świat jako ósme dziecko malarza Filippa Mozoli. Kiedy ojciec osierocił go w dwa lata po narodzinach, wychowaniem jego oraz rodzeństwa zajęli się wujowie, Michele i Pier Ilariomi którzy, jak twierdzi Giorgio Vasari, byli średnio utalentowanymi malarzami. We wczesnych latach Parmigianino tworzył głównie zamówienia kościelne – freski i tempery, niekiedy kończąc dzieła rozpoczęte przez swych wujów. Te pierwsze prace, jak freski w dwóch kaplicach kościoła Św. Jana Ewangelisty w Parmie, powstawały pod silnym wpływem Correggia, którego malarz znał osobiście. Najbardziej znaną pracą wczesnego okresu stał się Autoportret w wypukłym zwierciadle, o którym Vasari pisał iż wygląda tak pięknie, że „zdaje się być raczej aniołem niż człowiekiem”.

## Podróż do Rzymu
Mając 21 lat (1524 r.) Parmigianino przeniósł się do Rzymu, zabierając ze sobą kilka swoich prac (w tym Autoportret w wypukłym zwierciadle) i licząc na mecenat papieża Klemensa VII. W Wiecznym Mieście zyskał dużą popularność, a pod wpływem malarstwa Michała Anioła i Rafaela, jego obrazy nabrały miękkości i wdzięku – cech tak charakterystycznych dla dojrzałego stylu Parmigianina (widoczne w późniejszej Madonnie z długą szyją). W tym okresie powstało Widzenie św. Hieronima (1526-27 r., olej na desce), obraz namalowany dla kościoła San Salvatore w Lauro. Dzieło cechuje stonowana, dość chłodna kolorystyka oraz specyficzne dla Parmigianina wydłużenie postaci.
Po tragicznym złupieniu Rzymu przez wojska cesarskie w 1527 r. (Sacco di Roma) Parmigianino uciekł z miasta, podobnie jak wielu innych artystów.

## W Bolonii i Parmie

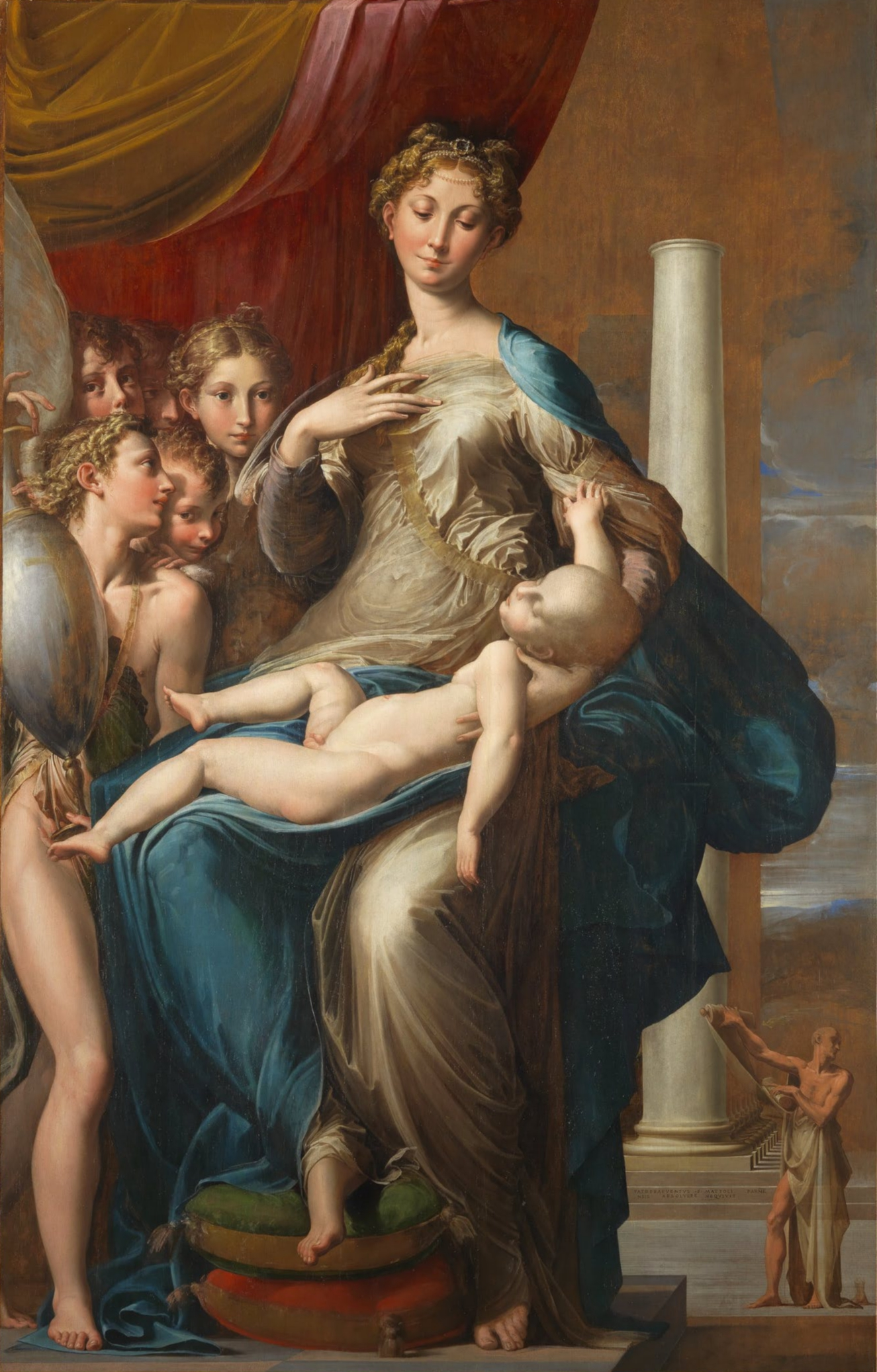
Madonna z długą szyją (1535 r.); olej na desce; Galeria Uffizi, Florencja

Po trzyletnim okresie przebywania w Bolonii, Parmigianino w roku 1530 powrócił do rodzinnej Parmy. Otrzymał tam zamówienie na dwa obrazy, Św. Józefa i Św. Jana Chrzciciela, mające trafić do powstającego kościoła Santa Maria Della Steccata. W ciągu kolejnych czterech lat dzieła pozostawały jednak nieukończone, a ich twórca za niedotrzymanie warunków umowy trafił w końcu na dwa miesiące do więzienia. Według Vasariego zaniedbywanie obowiązków wiązało się z pogłębiającą się u Parmigianina fascynacją wiedzą tajemną oraz studiowaniem alchemii. Malarz z roku na rok stawał się coraz bardziej kapryśny, melancholijny i ekscentryczny. W tym okresie powstawało bez wątpienia najbardziej znane jego dzieło, Madonna z długą szyją (1535 r., olej na desce), namalowane dla kościoła Santa Maria de Serviti w Parmie. Skrajne wydłużenie postaci, wytworność gestów i zagadkowość niektórych symboli umieściły ten obraz wśród najbardziej rozpoznawalnych dzieł manieryzmu.
Parmigianino zmarł 24 sierpnia 1540 r. w Casalmaggiore w wieku 37 lat. Pochowano go „nago, krzyżem z drzewa cyprysowego na piersi”.

## Dzieła
- Autoportret w wypukłym lustrze – 1523 – 1524, olej na desce, śr. 24,4 cm, Muzeum Historii Sztuki w Wiedniu
- Madonna z długą szyją – 1534 – 1539, olej na desce 219 × 135 cm Galeria Uffizi
- Kupido napinający łuk – 1535, olej na desce 135 × 65,3 cm, Muzeum Historii Sztuki w Wiedniu
- Portret Antei – 1530 – 1535, olej na płótnie 136 × 86 cm, Museo di Capodimonte Neapol